# Miszal al-Ahmad al-Dżabir as-Sabah
Miszal al-Ahmad al-Dżabir as-Sabah (ar. مشعل الأحمد الجابر الصباح) (ur. 27 września 1940) – szejk Kuwejtu. Od 8 października 2020 oficjalny następca tronu, a od 16 grudnia 2023 emir Kuwejtu.

## Życiorys
Jest synem Ahmada al-Dżabira as-Sabaha, emira Kuwejtu w latach 1921–1950 i przyrodnim bratem poprzedniego emira Nawwafa al-Ahmada al-Dżabira as-Sabaha. Przed objęciem tronu 16 grudnia 2023 był najstarszym wiekowo następcą tronu na świecie.

## Odznaczenia
- Komandor Legii Honorowej (Francja, 2018)[3]
- Łańcuch Orderu Króla Abd al-Aziza (Arabia Saudyjska, 2024)[3][4][5]
- Order Szejka Isa ibn Salmana Al Chalify (Bahrajn, 2024)[6]
- Order Al Saida (Oman, 2024)[7]
- Order Zayeda (Zjednoczone Emiraty Arabskie, 2024)[8]
- Order Husajna Ibn Alego (Jordania, 2024)[9]
- Wielki Łańcuch Orderu Nilu (Egipt, 2024)[10]
- Order Państwa (Turcja, 2024)[11]